# Afella Ighir
Afella Ighir (en àrab أفلا اغير, Afallā Iḡīr; en amazic ⴰⴼⵍⴰ ⵉⵖⵉⵔ) és una comuna rural de la província de Tiznit de la regió de Souss-Massa, al Marroc. Segons el cens de 2014 tenia una població total de 2.973 persones.